# 勞因 (密蘇里州)
勞因（英語：Lawing）是位於美國密蘇里州克里斯蒂安縣的鬼鎮。

## 歷史
勞因的郵局於1898年設立，其後於1917年停運。

## 地理
勞因所處的海拔為高於海平面399米（即1309英呎），而該地所採用的時區為UTC-6，即北美中部時區（CST）。同時該地設有夏令時間，為UTC-6調快一小時，即UTC-5（CDT）。